# ヤマハ・ブロンコ
ブロンコ（BRONCO）は、ヤマハ発動機が製造販売していた単気筒エンジンを搭載する軽自動二輪クラスのオートバイ。

## 車両解説
1997年5月1日発売。エンジンやフレームなどの基本的な車体構成はセロー225をベースとし、レトロな雰囲気をもつスクランブラータイプのモデルである。
懐古調の外観は、1968年発売のスクランブラーDT-1を意識したものとなっており、メッキ仕上げのダウンフェダーやゼッケンプレート風のサイドカバーにより往時の雰囲気を醸し出した。
車体色はイエロー（ライトレディッシュイエローソリッド1）とシルバー（ライトグレーメタリック3）の2色が用意されたほか、当時の流行だった新車時のカラーオーダーも採用。標準色以外の全10色からタンクカラーを選べるサービスが同年6月1日より受付開始となっていた（追加費用は税抜き20,000円となる）。